# Bonabes Ier de Rougé
Pour les articles homonymes, voir Bonabes.
Bonabes Ier, sire de Rougé est un chevalier breton du XIIe siècle.

Bonabes Ier  « miles »  c'est-à-dire « chevalier » et « dominus » c'est-à-dire « seigneur » est attesté  en 1173/1183. Il épouse Ne dame de Gastines dont:
- Olivier Ier « miles »

## Source
- Frédéric Morvan la Chevalerie de Bretagne et la formation de l'armée ducale 1260-1341 Presses Universitaires de Rennes, Rennes 2009,  (ISBN 9782753508279) « Généalogie n°36 : les Rougé ».